# Franciszek Książek
Franciszek Książek (ur. 6 sierpnia 1895 w Rzeszowie) – major administracji (piechoty) Wojska Polskiego, działacz niepodległościowy.

## Życiorys
Urodził się 6 sierpnia 1895 w Rzeszowie, w rodzinie Michała. 8 sierpnia 1914 został przyjęty do Legionów Polskich i przydzielony do VI baonu. W listopadzie 1915 został kontuzjowany na Wołyniu. Leczył się w Szpitalu Czerwonego Krzyża w Rzeszowie. 9 maja 1916 został wymieniony w spisie imiennym kompanii marszowych w Kozienicach, skierowanych na front. Do 17 września 1916 walczył w polu, w szeregach 1 Pułku Piechoty. W kwietniu 1917 był odnotowany w stopniu sierżanta w 5. kompanii 1 pp LP i przedstawiony do odznaczenia austriackim Krzyżem Wojskowym Karola. Po odezwie Tymczasowej Rady Stanu z 18 maja 1917 wystąpił 20 czerwca tego roku do cesarza Karola I o zwolnienie z obywatelstwa austriackiego oraz do Tymczasowej Rady Stanu o przyznanie obywatelstwa Królestwa Polskiego.
Służył w 17 Pułku Piechoty w Rzeszowie. W czerwcu 1921 był przydzielony z macierzystego pułku do Szpitala Wojskowego Nr 5 we Lwowie. 3 maja 1922 został zweryfikowany w stopniu porucznika ze starszeństwem z 1 czerwca 1919 i 636. lokatą w korpusie oficerów piechoty, a 1 grudnia 1924 mianowany kapitanem ze starszeństwem z 15 sierpnia 1924 i 218. lokatą w korpusie oficerów piechoty. 10 września 1925 dowódca Okręgu Korpusu Nr X przeniósł go służbowo do Powiatowej Komendy Uzupełnień Pińczów. 31 grudnia 1925 został przydzielony do PKU Pińczów na stanowisko II referenta. W lutym 1926, po przeprowadzonej reorganizacji PKU Pińczów, został zatwierdzony na stanowisku kierownika II referatu poborowego. W lipcu 1927 został przeniesiony do Powiatowej Komendy Uzupełnień Tarnowskie Góry na stanowisko kierownika I referatu administracji rezerw i zastępcy komendanta. We wrześniu 1930 został przeniesiony do 11 Pułku Piechoty, który stacjonował w tym samym garnizonie. Na stopień majora został mianowany ze starszeństwem z 19 marca 1938 i 33. lokatą w korpusie oficerów administracji, grupa administracyjna. W 1939 był dowódcą Tarnogórskiego Batalionu Obrony Narodowej i równocześnie obwodowym komendantem Przysposobienia Wojskowego nr 11 w Tarnowskich Górach przy 11 pp. W sierpniu 1939, w czasie mobilizacji niejawnej, dowodzony przez niego oddział stał się zalążkiem baonu piechoty nr 57, który został włączony w skład rezerwowego 203 Pułku Piechoty, jako jego I batalion. Dowodził nim w czasie kampanii wrześniowej.

## Ordery i odznaczenia
- Krzyż Niepodległości – 13 kwietnia 1931 „za pracę w dziele odzyskania niepodległości”[20][21][22]
- Krzyż Walecznych dwukrotnie[23]

Był odznaczony bądź przedstawiony do odznaczenia Krzyżem Zasługi.